# Шелелег
Шелелег — деревня в Дновском районе Псковской области. Входит в состав Искровской волости.
Расположена в 23 км к юго-востоку от районного центра, города Дно, и в 5 км к югу от волостного центра, деревни Гаврово на берегу реки Белка.

## Население
| 2001 | 2002 | 2010 |
| ---- | ---- | ---- |
| 41   | ↘36  | ↘25  |

Численность населения деревни по оценке на конец 2000 года составляла 41 человек, на 2010 год — 25 жителей.

## История
До 2005 года входила в состав ныне упразднённой Голубовской волости (с центром в д. Заклинье), с 2006 до 2015 года в состав — Гавровской волости.